# Арпадовићи
Арпадовићи или Арпадовци, Арпади (мађ. Árpádok, Árpád-ház, слч. Arpádovci), угарска су владарска династија из раног средњег века. Владали су Угарским краљевством до 1301. године. Династија је добила име по војводи Арпаду (890—917) (мађ. Árpád). Под вођством Арпада Мађари су се спустили од Прута, Дњестра и Буга у Панонску низију. Стефан I Угарски је био први угарски краљ. Краљ Коломан је завладао Хрватском 1102, те Далмацијом 1107. године.
Арпадовићи су често имали сукобе са Византијом и Венецијом. Са Византијом, Арпадовићи су ратовали због Босне и Срема. Половином 11. века, Арпадовићи су исцрпели краљевску моћ, тако да је власт у земљи прешла у руке крупних велможа. У Хрватској се истичу Франкопани, Шубићи, Гусићи, Бабонићи и други. Крајем 12. века владавина Арпадовића претворила се у расуло. Смрћу посљедњег Арпадовића, Андрије III Млечанина 1301, завршава се линија ове династије на угарском престолу, а Арпадову лозу на престолу наслеђују Анжујци.
Према анализи Y хромозома Арпадовића, од стране мађарских научника, краљ Бела III и Арпадовићи припадају хаплогрупи R1a. Најближи сродници краља према YHRD бази живе на сјеверу Србије.
The closest haplotype to that of King Béla was found as B1-Step-Neighbour in the YHRD. This had 32 repeats compared to the King’s 33 in marker DYS389II. This haplotype was discovered in the population living in Northern Serbia (Zgonjanin et al. 2017)
Према анализи коју даје предвиђач хаплогрупа НЕВГЕН, а коју су објавили стручњаци Српског ДНК пројекта, Арпадовићи припадају грани R1a-Z93

## Лоза Арпадовића
Лоза Арпадовића (мађ. Árpádok, Árpád-ház)
- Стефан I Угарски (997—1038)
- Ладислав I Свети (1077—1095)
- Коломан (1095—1116)
- Стефан II Угарски (1116—1131)
- Бела II Слепи (1131—1141)
- Геза II (1141—1162)
- Стефан III Угарски (1162—1172)
  - Ласло II (1162—1163)
  - Стефан IV Угарски (1163—1164)
- Бела III (1172—1196)
- Емерик (1196—1204)
- Андрија II Арпадовић (1204—1235)
  - Ласло III (1204—1205)
- Бела IV (1235—1270)
- Стефан V Угарски (1270—1272)
- Ладислав IV Куманац (1272—1290)
- Андрија III Млечанин (1290—1301)